# Ghostface
Ghostface är en fiktiv identitet som antagits av de primära antagonisterna i Scream-serien. Karaktären är röstskådespelad av Roger L. Jackson oavsett vem som är bakom masken och framförs mestadels av stuntmannen Dane Farwell, utom i Scream 3 och Scream VI, då Ghostface i stället framfördes av de andra stuntmännen Brian Avery och Max Laferriere. Karaktären dök först upp i Scream som en förklädnad använd av tonåringarna Billy Loomis (Skeet Ulrich) och Stu Macher (Matthew Lillard) under deras mordorgie i den fiktiva staden Woodsboro. Ghostface skapades av Wes Craven och Kevin Williamson.
Karaktären används främst som en förklädnad för varje films antagonist för att dölja sin identitet medan de genomför seriemord och har därför porträtterats av flera skådespelare. I Scream antas identiteten tillfälligt av mördarnas mål, Sidney Prescott (Neve Campbell), då hon använder det emot dem. I Scream-universumet är kostymen inte unik och lätt att få tag i, vilket tillåter andra att bära samma utstyrsel. Ghostface ringer ofta sina offer och hotar dem, med användande en röstförvrängare som döljer deras sanna identitet. I Scream 3 tas detta ett steg längre av Roman Bridger, som använder en apparat som tillåter honom att låta precis som andra karaktärer för att manipulera sina mål.
Den föränderliga identiteten hos personen under masken betyder att Ghostface inte har något bestämt motiv, allt från hämnd och berömmelse till "grupptryck". Alla mördarna delar dock det gemensamma målet att döda Sidney Prescott på grund av en kedja av händelser som indirekt orsakats av hennes mamma Maureen Prescott. Från början skapade Billy Loomis identiteten med Stu Macher för att döda Sidney på grund av hennes mammas affär med Billys pappa, vilket orsakade att hans mamma övergav honom.
Ghostface-personan förblir densamma i hela Scream-serien, med en svart huva och kappa med taggig bas och en vit gummimask som liknar ett spöke med ett skrikande uttryck. Även om varje iteration av Ghostface är mänsklig, uppvisar de ofta extrem hållbarhet mot fysisk smärta, höga nivåer av fysisk styrka och en nästan övernaturlig smygfömåga, vilket tillåter honom att dyka upp och försvinna i till synes omöjliga situationer.
Masken är baserad på målningen Skriet av Edvard Munch och skapades och designades av Fun World-anställda Brigitte Sleiertin.

## Framträdanden
Ghostface visas först i öppningsscenen av Scream. Karaktären (röstskådespelad av Roger L. Jackson) ringer och hotar tonåringen Casey Becker (Drew Barrymore) med skräck-klichéer, trivia-frågor, för att sedan mörda hennes pojkvän Steve framför henne innan hon själv blir mördad. Identiteten har antagits av varje films primära antagonist för att dölja deras identitet innan de avslöjas i slutet av varje film.

## Filmer

### Scream (1996)
Ghostface första filmiska framträdande var i Scream (1996) där identiteten används av en mördare som härjade i den fiktiva staden Woodsboro. Efter att mordorgien börjat, börjar Sidney Prescott (Neve Campbell) få hotfulla telefonsamtal från Ghostface som påstår kunskap om hennes mammas brutala våldtäkt och mord ett år före händelserna i filmen, ett mord som skylldes på Cotton Weary (Liev Schreiber). Ghostface-förklädnaden gör att misstankarna faller på många människor, inklusive Sidneys pojkvän Billy Loomis (Skeet Ulrich), hennes pappa Neil Prescott, hennes vän Randy Meeks (Jamie Kennedy), Stu Macher (Matthew Lillard) och stadens sheriffbiträde, Dewey Riley (David Arquette). Ghostface avslöjar sig till slut vara både Billy Loomis och Stu Macher, som avslöjar att de mördade Sidneys mamma och satte dit Cotton. Billys förklaring är att han övergavs av sin mamma till följd av hans pappas affär med Sidneys mamma Maureen, medan Stus enda förklaring är "grupptryck". Sidney lyckas få fördel mot Billy och Stu, genom att tillfälligt anta Ghostface-personan för att leka med dem innan hon dödar Stu. Gale Weathers (Courteney Cox) skjuter Billy för att stoppa honom från att döda Sidney, som sedan gör slut på honom genom en kula i huvudet.

### Scream 2
Ghostface andra framträdande var i Scream 2 (1997) där det ännu en gång användes som en förklädnad av huvudantagonisten. En serie mord inträffar vid Windsor College, Sidneys nuvarande plats, där de ursprungliga offren delar namn med Billy och Stus offer från Scream. Mördarna hotar ännu en gång Sidney och försöker att döda henne, och dödar senare hennes vän, Randy Meaks. Ghostface-förklädnaden gör att misstankarna faller på många karaktärer innan Mickey Altieri (Timothy Olyphant), en vän till Sidneys pojkvän Derek Feldman (Jerry O'Connell), avslöjar sig själv som mördaren, på jakt efter berömmelse för sina bedrifter. Mickeys medhjälpare visar sig vara Mrs. Loomis (Laurie Metcalf), Billy Loomis mamma, som är ute efter hämnd på Sidney för sin sons död. Mrs. Loomis dödar Mickey och berättar att hon tillfredsställde hans önskan om berömmelse enbart för att värva hans hjälp i hennes hämnd och försöker döda Sidney. Med hjälp av den befriade Cotton Weary överlever Sidney och Mrs. Loomis blir dödad.

### Scream 3
Historien fortsatte i Scream 3 (2000) där identiteten användes för att döda Cotton Weary i ett försök att hitta den numera gömda Sidneys tillhåll. Mördaren lämnar bilder på Maureen Prescott vid sina brottsplatser för att dra ut Sidney från sitt gömställe, då han börjar mörda skådespelarna i Stab 3, filmen baserad på Sidney och hennes upplevelser med Ghostface. Ghostface avslöjar sig vara Sidneys halvbror Roman Bridger (Scott Foley), född av deras mamma Maureen under en två-årsperiod när hon flyttade till Hollywood för att bli en skådespelerska under namnet Rina Reynolds. Efter att hon blivit våldtagen och med barn på en fest, adopterade hon bort Roman, som sedan som vuxen letade upp henne, bara för att bli avvisad och hon nekade till att hon någonsin hade varit Rina. Roman började förfölja Maureen och filma hennes otrohetsaffärer med andra män, inklusive Billy Loomis pappa Hank. Han använde dessa inspelningar för att avslöja för Billy varför hans mamma hade "övergivit" honom, innan han övertalade honom att döda Maureen, vilket föranledde händelserna i Scream och Scream 2. Sidney lyckas döda Roman och avslutar hans serie mord baserat på sin hämnd mot Maureen.

### Scream 4
I Scream 4 (2010) har det gått tio år sedan morden har upphört. Men precis när Sidney kommer hem till Woodsboro, på årsdagen efter Billy och Stus seriemord, hittas Jenny Randall (Aimee Teegarden) och Marnie Cooper (Brittany Robertson) mördade. Sidneys kusin Jill Roberts (Emma Roberts) och hennes vän Olivia Morris (Marielle Jaffe) får så småningom hotsamtal från mördaren och får tillsammans med Sidney bevakning av polisen. Samma natt blir Olivia mördad av den nya Ghostface som också lyckas skada Jill i armen. Sidney lyckas slå ner Ghostface men han hinner återhämta sig och fly precis innan poliserna Anthony Perkins (Anthony Anderson) och Ross Hoss (Adam Brody) kommer. Jill förs till sjukhuset och i parkeringshuset blir Sidneys assistent Rebecca Walters (Alison Brie) mördad. Gale Weathers-Riley, som är gift med Dewey Riley, placerar kameror på en fest där en publik ser på alla Stab-filmerna - kallad Stab-a-thon - eftersom hon tror att mördaren tänker slå till där. Mördaren täcker olyckligtvis över kamerorna och när Gale går in igen för att få dem i ordning blir hon attackerad av mördaren och blir huggen i axeln innan Dewey kommer. Perkins och Hoss bevakar Sidney som numera bor hos Jill och blir mördade. Sidney får ett samtal från mördaren där han säger att alla de som står henne närmast kommer att bli mördade och Jills mamma Kate Roberts (Mary McDonnell) blir knivhuggen i ryggen genom brevlådan på dörren. Sidney får reda på att Jill är hemma hos Kirby Reed (Hayden Panettiere) och åker genast dit för att varna dem. När Sidney kommer dit och varnar dem har Ghostface redan mördat Robbie Mercer (Erik Knudsen) och fångar Charlie Walker (Rory Culkin). För att rädda Charlies liv svarar Kirby på några skräckfilmsfrågor som Ghostface ställer och hon svarar rätt på alla. Men Kirby blir sen knivhuggen av Charlie när hon befriar honom, vilket resulterar att han är en av mördarna. Sen visar det sig att Jill är den andra mördaren. Jill avslöjar att allt det här var för att hon var avundsjuk på Sidney för att hon var så speciell. Jill skjuter sen sin ex-pojkvän Trevor Sheldon (Nico Tortorella) i huvudet - Trevor ska nämligen vara den nya generationens Billy Loomis och Jill och Charlie ska vara de överlevande, Sidney och Randy Meeks. Jill och Charlie kör sen den gamla skolan, precis som Billy och Stu, de knivhugger varandra. Men Jill hugger Charlie rätt in i hjärtat och dödar honom eftersom Jill tyckte att det bara skulle finnas en överlevande. Hon hugger Sidney i magen, gör falska bevis på att Trevor är Charlies medhjälpare och hugger sig själv i axeln och slänger sig i väggen. När polissirener närmar sig låtsas Jill vara nedslagen och förs till sjukhuset och blir hyllad som hjälte. Dewey kommer på att Jill ljög eftersom hon visste att Gale också blev knivhuggen i axeln när Gale inte ens såg henne på Stab-a-thon. Jill går in till Sidney och försöker döda henne. Dewey kommer in till Sidney men Jill slår ner honom, när Gale kommer in lyckas Sidney slå ner Jill. När Jill gör ett sista försök att döda Sidney skjuter Sidney Jill i bröstet och dödar henne.

### Scream (2022)
I den femte uppföljaren, under den enstaka titeln Scream (2022), har livet gått sin gilla gång för Sidney, Gale och Dewey. Alla tre lever nu helt olika liv och bor i tre helt olika städer, men när de får höra att en ny Ghostface-mördare går lös i Woodsboro, rycker de genast in för att få stopp på denna mördare. Det hela börjar med att tonårstjejen Tara Carpenter (Jenna Ortega) är ensam hemma och blir attackerad av Ghostface, som totalt ger henne sju knivhugg. Hon överlever dock hela attacken och hamnar på sjukhus. Kvällen efter Taras attack, dyker Ghostface upp utanför en bar i Woodsboro och mördar en person vid namn Vince Schneider (Kyle Gallner), som senare visar sig vara systerson till Stu Macher. Taras storasyster Sam Carpenter (Melissa Barrera) blir sedan attackerad av Ghostface inne i sjukhusets lunchrum, men hon överlever dock hela den attacken. Hon väljer sedan att berätta för Tara att hennes riktiga pappa var Billy Loomis, och att det kan ha varit anledningen bakom systerns attack. Dagen efter ska sheriff Judy Hicks (Marley Shelton) åka och hämta sushi, som hon har beställt till sig och sonen Wes (Dylan Minnette). Hon ska dock vända om och köra i ilfart tillbaka hem till sitt och sonens hus, då Ghostface ringer upp henne och säger att hon/han tänker mörda hennes son. Judy och Wes blir sedan mördade av Ghostface, och kort därefter förvandlas deras hem till en enda stor brottsplats. Ghostface dyker sedan återigen upp på sjukhuset och börjar attackera Tara och Sams pojkvän Richie Kirsch (Jack Quaid), men Sam och Dewey dyker upp och räddar dem båda från att bli mördade. Dewey väljer sedan att stanna kvar och göra slut på Ghostface, men han förlorar dock hela striden och blir mördad. En tid senare, anordnas det en minnesstund/fest för Wes hemma hos Taras bästa vän Amber Freeman (Mikey Madison) – i samma hus där Stu Macher och hans familj bodde, som för övrigt var den plats där den största delen av hans och Billys mordparad ägde rum. På denna fest attackerar Ghostface de båda tvillingsyskonen Chad (Mason Gooding) och Mindy Meeks-Martin (Jasmin Savoy Brown), som är syskonbarn till den mördade Randy Meeks. Chads flickvän Liv McKenzie (Sonia Ben Ammar) blir sedan skjuten av Amber, som avslöjar sig som en av de två Ghostface-mördarna, inne i huset. Richie träder sedan fram som den andra mördaren, genom att hugga Sam i magen. De båda mördarna berättar sedan att de tänker göra sin egen skräckfilm (i och med den stora besvikelsen över Stab 8) – en så kallad "requel", där bland annat Sam innehar rollen som filmens mördare/skurk. Ett stort slagsmål börjar sedan att bryta ut hemma i Ambers hus, och de båda mördarna hamnar på olika ställen och slåss med olika personer. Amber, som avslöjar sig själv till att vara Deweys mördare, är ute i köket och slåss mot Sidney och Gale, och råkar av misstag i detta slagsmål sätta igång en av spisplattorna på spisen. Gale skjuter sedan Amber, som landar på den påslagna spisplattan och börjar fatta eld. Sam tar i sitt slagsmål med Richie fram kniven och hugger honom upprepade gånger, för att sedan göra slut på honom genom att skära halsen av honom. Hon väljer sedan att skjuta honom tre gånger, för att försäkra sig om att han inte kommer komma tillbaka. Kort därpå dyker Amber (svårt brännskadad) upp med kniven i högsta hugg, men Tara träder då fram och skjuter henne till döds.

### Scream VI
I Scream VI (2023) har det nu gått ett år sedan de senaste mordattackerna i Woodsboro. Sam, Tara, Chad och Mindy har nu flyttat hela vägen upp till New York och påbörjat universitetsstudier på Blackmore University, och hoppas nu slippa stöta på Ghostface och ytterligare fler mordhändelser. Men en kväll väljer deras skolkamrat Jason Carvey (Tony Revolori) att ta på sig den ökända Ghostface-masken, och mördar filmlektorn Laura Crane (Samara Weaving), i en av stadens mörkaste gränder. Jason får sedan ett telefonsamtal från "den riktiga Ghostface", som redan har dykt upp och styckmördat hans rumskamrat Greg. Ghostface dyker strax därefter upp igen och knivhugger Jason till döds. En tid senare ringer poliskommissarien Wayne Bailey (Dermot Mulroney) upp Sam, och säger att man har funnit hennes ID på brottsplatsen för Jasons mord, tillsammans med en Ghostface-mask från fjolårets attacker. Han ber därför henne att komma bort till ett förhör på polisstationen, så hon väljer att gå dit tillsammans med systern Tara. Men innan systrarna ens hinner gå bort mot polisstationen, ringer Ghostface upp Sam från Richies gamla mobil, för att sedan dyka upp och attackera henne och Tara. De blir sedan jagade hela vägen in till ett litet snabbköp, där flera åskådare ska komma att förlora livet, och där Ghostface dessutom lämnar efter sig en gammal mask (från 2011 års Woodsboro-mord). Ghostface mördar senare Sams terapeut Dr. Stone (Henry Czerny), snor med sig hennes papper, och lämnar efter sig en tredje mask (från Hollywood-morden). En tid senare dyker Ghostface upp i Sam och Taras lägenhet, och mördar deras rumskamrat (tillika Waynes dotter) Quinn (Liana Liberato). Ghostface går sedan till attack mot resten av gruppen, som består av Sam, Tara, Chad, Mindy och Mindys flickvän Anika Kayoko (Devyn Nekoda). Tara och Chad lyckas dock ta sig ut ifrån lägenheten, medan Sam, Mindy och Anika förblir kvar därinne med Ghostface. Systrarnas granne (tillika Sams pojkvän) Danny Brackett (Josh Segarra) bestämmer sig sedan för att rycka in, och sträcker därför ut en stege från sitt fönster till det andra fönstret (Quinns sovrumsfönster), så att tjejerna kan komma undan helskinnade från Ghostface. Efter att både Sam och Mindy har lyckats ta sig hela vägen in till Danny, blir det sedan Anikas tur att ta sig ut på denna stege. Men precis när Anika har kommit halvvägs fram på denna stege, kommer Ghostface fram och tar tag i den, och gör så att hon till slut förlorar greppet om den och faller raka vägen ner till sin död. Strax därefter lämnar Ghostface efter sig en fjärde mask (från Windsor College-morden), vilket ska komma att bli den sista masken som hon/han lämnar efter sig. Gale får en tid senare ett telefonsamtal från Ghostface, där hon/han väljer att plåga henne med ex-maken Deweys död. Ghostface dyker sedan upp hemma hos Gale och mördar hennes pojkvän Brooks, för att sedan gå till attack mot henne. Men mitt i allt detta dyker Sam och Tara upp och stoppar Ghostface från att mörda Gale, som sedan förs till sjukhus. Mindy blir sedan knivhuggen av Ghostface, när hon och resten av gruppen skiljs åt på vägen till den övergivna biograf där Gale tidigare har visat dem en så kallad "helgedom" (full av saker och tillhörigheter från varje utfört Ghostface-mord), för att tillsammans med Kirby Reed (överlevaren från 2011 års Woodsboro-mord och numera FBI-agent) gillra en fälla för denna mördare. Väl inne på biografen får Sam ett telefonsamtal från Wayne, som säger att Kirby några månader tidigare hade fått sparken från sitt jobb på FBI på grund av sin mentala hälsa. Två stycken Ghostface-personer dyker sedan upp och attackerar Chad och knivhugger honom ett flertal gånger. Kirby och Wayne dyker sedan upp med varsin pistol i handen, och därefter blir Kirby skjuten av Wayne, som i sin tur avslöjar sig vara själva hjärnan bakom alla dessa mordattacker. Hans medbrottslingar visar sig också vara Chads rumskamrat Ethan Landry (Jack Champion) och hans dotter Quinn, som fortfarande är vid liv. Trion avslöjar att de är Richies familj, och att de vill ta hämnd för hans död. De avslöjar också att det var de som skrev förtal om Sam online (för att hon låg bakom de senaste mordattackerna i Woodsboro), och att de dessutom planerar att sätta dit henne för alla deras utförda mord. Sam och Tara börjar sedan att slåss mot familjen Bailey, där bland annat Tara knivhugger Ethan i munnen och Sam dödar Quinn med ett skott i pannan. Sam tar sedan på sig fadern Billys gamla Ghostface-kostym, för att sedan attackera Wayne och ge honom ett flertal knivhugg. Hon väljer sedan att göra slut på honom, genom att hugga honom rakt i ögat. Kort därpå dyker Ethan återigen upp för ett sista mordförsök, men han stoppas av att Kirby krossar Stu Machers gamla TV över hans huvud, vilket slutligen dödar honom.

## Parodier i annan media
Parodifilmerna Scary Movie och Shriek If You Know What I Did Last Friday the Thirteenth innehåller både mördare baserad på Ghostface.

### Scary Movie
I slutet av Scary Movie så visar sig mördaren vara både Bobby Prince och Ray Wilkins. Hur som helst, så visar det sig att de bara ville vara kopior av mördaren som redan existerade. Den riktiga är mördaren Doofy Gilmore, en polis som låtsades vara efterbliven.

### Shriek
I Shriek If You Know What I Did Last Friday the Thirteenth så har inte mördaren Ghostfaces mask från början, utan har en hockeymask, liknande Jason Voorhees i Fredagen den 13:e-serien. Efter att han blivit antänd när han försökt tända en cigarett liknar hans smälta mask Ghostface.
I den här filmen misslyckas han konstant med att döda någon av huvudpersonerna; alla mord är antingen oavsiktliga, eller på bakgrundsfigurer som inte påverkar handlingen. I slutet av filmen visar sig mördaren vara Doughys avlägsna tvillingkusin. Han blir av misstag skjuten av Hagana, som använde en pistol som spegel för att kolla sitt smink.
Han försöker sedan fly, efter att ha vaknat upp, men blir skjuten ett flertal gånger av Doughy och misshandlad av en grupp poliser som misstänker honom för att vara svart. Han överlever fortfarande, och visas i ett "var-är-de-nu"-segment, där han tydligen stadgat sig.
I slutet av filmen visar det sig att en ny har tagit över hans Ghostfaces skepnad (och är förbättrad, då han attackerar sina offer med hjälp av ninjaliknande taktiker).

### Annan media
I ett avsnitt av "Celebrity Deathmatch", ringer Ghostface alla slagskämparna och säger att han kommer att döda en "skrikdrottning" varje rond. Han mördar Drew Barrymore, Jamie Lee Curtis, och Jennifer Love Hewitt. Senare planterar han en mobil på ett näbbdjur, Neve Campbell och Sarah Michelle Gellar lyckas besegra den, i tron att han är Ghostface. I slutet av episoden ringer han till Nick Diamond.